# Munk (efternavn)
 For alternative betydninger, se Munk (flertydig). (Se også artikler, som begynder med Munk)
Munk er et efternavn, der også findes i varianterne Munck og Munch. I 2017 bærer 6039 personer i Danmark et af disse navne.

## Kendte personer med navnet
- Andreas Munch (1811 – 1884), norsk forfatter.
- Arne Munch-Petersen (1904 – 1940), dansk politiker (DKP).
- Birger Munk Olsen (født 1935), dansk middelalderfilolog.
- Charlotte Munck (1876 – 1932), dansk sygeplejerske.
- Charlotte Munck (født 1969), dansk skuespiller.
- Christen Hansen Munk (1520 – 1579), dansk lensherre og statholder i Norge.
- Ebbe Munck (1905 – 1974), dansk modstandsmand og diplomat.
- Edvard Munch (1863 – 1944), norsk maler.
- Gustaf Munch-Petersen (1912 – 1938), dansk forfatter og maler.
- Henning Munk Jensen (født 1947), dansk fodboldspiller.
- Jens Munk (1579 – 1628), dansk søofficer.
- Jørgen Munk Plum (1925 – 2011), dansk atletikudøver.
- Kaj Munk (1898 – 1944), dansk præst og forfatter.
- Kirsten Munk (1598 – 1658), dansk grevinde og Christian 4.'s elskerinde.
- Knud Munk (1936 – 2016), dansk arkitekt.
- Lars Munck (født 1976), dansk illustrator.
- Ludvig Munk (1537 – 1602), dansk hofmarskal.
- Mette Munk Plum (født 1956), dansk skuespiller.
- Mikkel Munch-Fals (født 1972), dansk filminstruktør.
- Mikkel Harder Munck-Hansen (født 1967), dansk skuespiller og instruktør.
- Niels Munck (1902 – 1978), dansk civilingeniør og direktør.
- Niels Munk Plum (1911 – 1986), dansk civilingeniør, forfatter og modstandsmand.
- Peder Munk (1534 – 1623), dansk søofficer og rigsmarsk.
- Peter Munch (1870 – 1948), dansk politiker og minister (Rad.).
- Salomon Munk (1803 – 1867), tysk orientalist.
- Sigvard Munk (1891 – 1983), dansk politiker og borgmester (Soc.).
- Susanne Munk Wilbek (født 1967), dansk håndboldspiller.
- Troels Munk (1925 – 2016), dansk skuespiller.
- Troels II Munk (født 1944), dansk skuespiller.